# D10 (Yvelines)
De D10 is een departementale weg in het Franse departement Yvelines, ten zuidwesten van Parijs. De weg loopt van de grens met Hauts-de-Seine via Versailles naar Montigny-le-Bretonneux. In Hauts-de-Seine loopt de weg als D910 verder naar Parijs.

## Geschiedenis
Oorspronkelijk was de D10 onderdeel van de N10. In 2006 werd de weg overgedragen aan het departement Yvelines, omdat de weg geen belang meer had voor het doorgaande verkeer. De weg is toen omgenummerd tot D10.